# دراكولا (فلم باللغة الانجليزية 1931)
دراكولا (بالإنجليزية: Dracula) فيلم أبيض وأسود رعب خارق للطبيعة أمريكي صدر عام 1931، أخرجه وشارك في إنتاجه تود براونينغ من سيناريو كتبه غاريت فورت وبطولة بيلا لوغوسي فيلم يستند إلى مسرحية دراكولا المسرحية عام 1924 لهاملتون دين وجون بولدرستون ، والتي تم اقتباسها بدورها من رواية دراكولا لعام 1897 من تأليف برام ستوكر. يصور لوغوسي الكونت دراكولا ، مصاص دماء يهاجر من ترانسيلفانيا إلى إنجلترا ويفترس دماء الضحايا الأحياء ، بما في ذلك خطيبة الشاب.
من إنتاج وتوزيع يونيفرسال بيكتشرز ، دراكولا هو أول فيلم صوتي مقتبس عن رواية ستوكر. تم اعتبار العديد من الممثلين لتصوير شخصية العنوان ، لكن لوغوسي ، الذي لعب الدور سابقًا في برودواي ، حصل في النهاية على الدور. تم تصوير الفيلم جزئيًا على مجموعات في يونيفرسال ستوديوز في كاليفورنيا ، والتي أعيد استخدامها ليلًا لتصوير دراكولا ، وهي نسخة متزامنة باللغة الإسبانية من القصة أيضًا بواسطة يونيفرسال .

## فريق التمثيل
- بيلا لوغوسي في دور الكونت دراكولا
- هيلين تشاندلر في دور  مينا سيوارد
- ديفيد مانرز في دور  جون هاركر
- دوايت فراي في دور رينفيلد
- إدوارد فان سلون في دور  فان هيلسينج
- هربرت بونستون في دور  د. سيوارد
- فرانسيس داد في دور  لوسي ويستون
- جوان ستاندينغ في دور ممرضة بريجز (في خطأ في الاعتمادات الافتتاحية ، تم تعريفها بشكل خاطئ على أنها "خادمة")
- تشارلز ك. جيرارد في دور مارتن ، مرافق رينفيلد
- هاليويل هوبز في دور هوكينز

## روابط خارجية
- Dracula  في قاعدة بيانات الأفلام على الإنترنت (بالإنجليزية)
- Dracula في قاعدة بيانات تيرنر كلاسيك موفيز للأفلام.
- دراكولا على موقع أول موفي.
- Dracula على فهرس معهد الفيلم الأمريكي
- Dracula في روتن توميتوز.
- 1998 score by Philip Glass